# Nuculana concentrica
Nuculana concentrica är en musselart som först beskrevs av Thomas Say 1824.  Nuculana concentrica ingår i släktet Nuculana och familjen tandmusslor. Inga underarter finns listade i Catalogue of Life.